# Autobahn A15 (Schweiz)
Die Schweizer Autobahn A15, im Zürcher Abschnitt auch Oberlandautobahn genannt, beziehungsweise Autostrasse A15 ist Teil der Nationalstrasse 15. Sie durchquert die Kantone Zürich, St. Gallen und Schwyz. Bis Ende 2019 wurde sie mit A53 bezeichnet.
Die A15 führt von der Verzweigung Brüttisellen (ZH) zur Verzweigung Reichenburg (SG). Die A15 ist als Nationalstrasse 2. Klasse klassifiziert. Es existiert eine Lücke zwischen Uster und Hinwil.

## Verlauf
Die Strasse beginnt bei der Verzweigung Brüttisellen (ZH) und führt danach als vierspurige, richtungsgetrennte Autobahn bis zum vorläufigen Autobahnende in Uster. Der Abschnitt zwischen Uster und Hinwil ist in Planung. Die A15 führt danach von der Kreuzung Überlandstrasse/Winterthurerstrasse in Hinwil ein kurzes Stück als nicht richtungsgetrennte Autostrasse bis zur Verzweigung Hinwil (Kreisel Betzholz) und danach als richtungsgetrennte Autobahn bis zum Anschluss Rüti. In der Folge umfährt die Autostrasse A15 als nicht richtungsgetrennte, zweispurige Autostrasse mit Pannenstreifen die Orte Rapperswil-Jona und führt danach zum Anschluss Eschenbach. Von da führt die Autobahn A15 als vierspurige Strasse mit Richtungstrennung durch den Uznabergtunnel und nach Schmerikon durch den Buchbergtunnel, bevor die Linthebene gequert wird. Die Autobahn A15 endet schliesslich in der Verzweigung Reichenburg.
Als wichtige Verkehrsachse verbindet die Autobahn A15 die Autobahn A1 (Genf – Bodensee) östlich von Zürich mit der Autobahn A3 (Basel – Zürich – Sargans) und dient der Erschliessung des Zürcher Oberlandes und des St. Galler Wahlkreises See-Gaster.

## Geschichte

### Planungsgeschichte im Kanton Zürich
Die Oberlandautobahn wurde 1965 erstmals geplant. Als Gegenreaktion darauf hatte die Bevölkerung des Kantons Zürich am 13. März 1977 die Initiative Demokratie im Strassenbau angenommen. 1987 stimmte die Schweizer Bevölkerung mehrheitlich der Rothenthurm-Initiative zu. Dadurch wurden die wenigen verbliebenen Moore der Schweiz auf Bundesebene und Verfassungsstufe geschützt. 1992 wurde die Variante Mitte des fehlenden A15-Abschnitts zwischen Oberuster und Betzholz-Kreisel Hinwil von der staatlichen Planungsgruppe Zürcher Oberland ohne Volksabstimmung festgelegt.
Im März 2008 teilte der Zürcher Regierungsrat mit, dass er 177 Einsprachen gegen das Projekt behandelt und damit das Autobahnteilstück festgelegt hat. Die Baudirektion hat sich zum Ziel gesetzt, das Projekt Oberlandautobahn so weit voranzutreiben, dass es baureif dem Bund übergeben werden kann. Mit der Neugestaltung des Finanzausgleichs (NFA) liegt die Kompetenz für den Bau der Nationalstrassen neu beim Bund.

### Lückenschluss
Im Juni 2012 hat das Bundesgericht drei Beschwerden gegen die Lückenschliessung gutgeheissen. Das vom kantonalen zürcherischen Verwaltungsgericht gutgeheissene Projekt verstösst gegen den Moorschutz. Das betroffene Gebiet ist ein Naturschutzgebiet von nationaler Bedeutung. Damit wendet sich das oberste Schweizer Gericht gegen das Vorhaben, einzelne Parzellen aus dem Moorschutz-Perimeter zu entlassen, damit dort die Autobahn gebaut werden kann. Die neue Planung kann auch auf Bundesebene unter Anhörung der Eidgenössischen Natur- und Heimatschutz-Kommission erfolgen, da die A15 im Rahmen des Netzbeschlusses zur Nationalstrasse umklassiert wurde.
Der Kantonsrat setzte am 29. Mai 2017 die neue Linienführung der Oberlandautobahn über Ottikon im Richtplan fest.
Diese Linienführung verstösst nicht mehr gegen den Moorschutz. Das Projekt sieht vor, dass die Oberlandautobahn nach dem Betzholz-Kreisel, welcher zum grossen Teil aufgehoben wird, über die Forchstrasse A52 geführt wird. Bei der heutigen Ausfahrt Ottikon zweigt die neue Autobahn Richtung Norden ab und wird mehrheitlich durch Tunnels Richtung Aatal geführt, wo sie bei Uster in die bestehende Autobahn einmünden wird.
2019 haben National- und Ständerat die Lückenschliessung der Oberlandautobahn noch nicht für den nächsten Ausbauschritt des Nationalstrassennetzes vorgesehen. Das Projekt ist noch zu wenig ausgereift. Auch die zu erwartenden Kosten sind noch nicht bekannt. Schreiten die Planungsarbeiten zügig voran, kann davon ausgegangen werden, dass die Realisierung im nächsten Ausbauschritt 2023 vorgesehen wird. Bis zur Eröffnung gehört der entsprechende Abschnitt der Hauptstrasse 340 ebenfalls zum Nationalstrassennetz.

### Besitzwechsel 2020
In den Gebieten der Kantone Zürich und St. Gallen wurde die Autobahn bis 2020 kantonal betrieben, während es sich beim rund 1600 Meter langen Abschnitt im Kanton Schwyz (Ausfahrt Tuggen) bereits seit jeher um eine Nationalstrasse handelte, die Bezeichnung dort war N15. Im kantonalen Strassennetz des Kanton St. Gallen wurde die Strasse als Kantonsstrasse 86 aufgeführt.
Mit dem Votum der Schweizer Stimmbevölkerung vom 12. Februar 2017 (Annahme der Vorlage zum Nationalstrassen- und Agglomerationsverkehrs-Fonds) wurde der Bundesbeschluss über das Nationalstrassennetz per 1. Januar 2020 angepasst. Damit wurde die Strasse zwischen Brüttisellen und der Verzweigung Reichenburg als Ganzes Bestandteil des vom Bund betriebenen Nationalstrassennetzes. Jene als Autobahn sowie Autostrasse signalisierten Abschnitte wurden damit neu auch vignettenpflichtig.

## Bilder

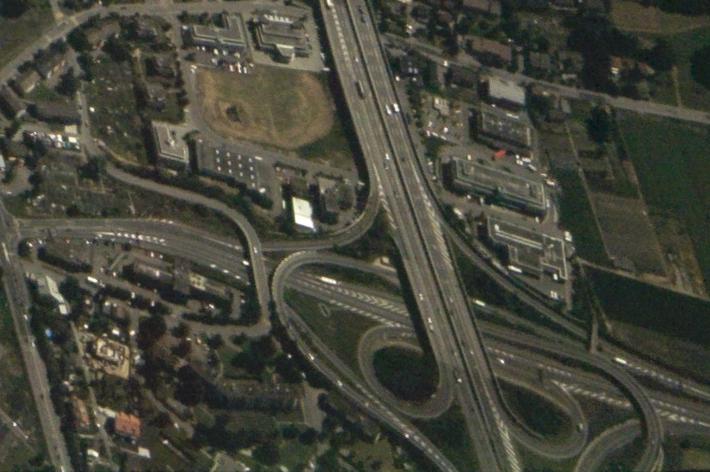
Verzweigung Brüttisellen A1 und A15, rechts unten A15, links Ausfahrt Brüttisellen, Luftbild (1996)
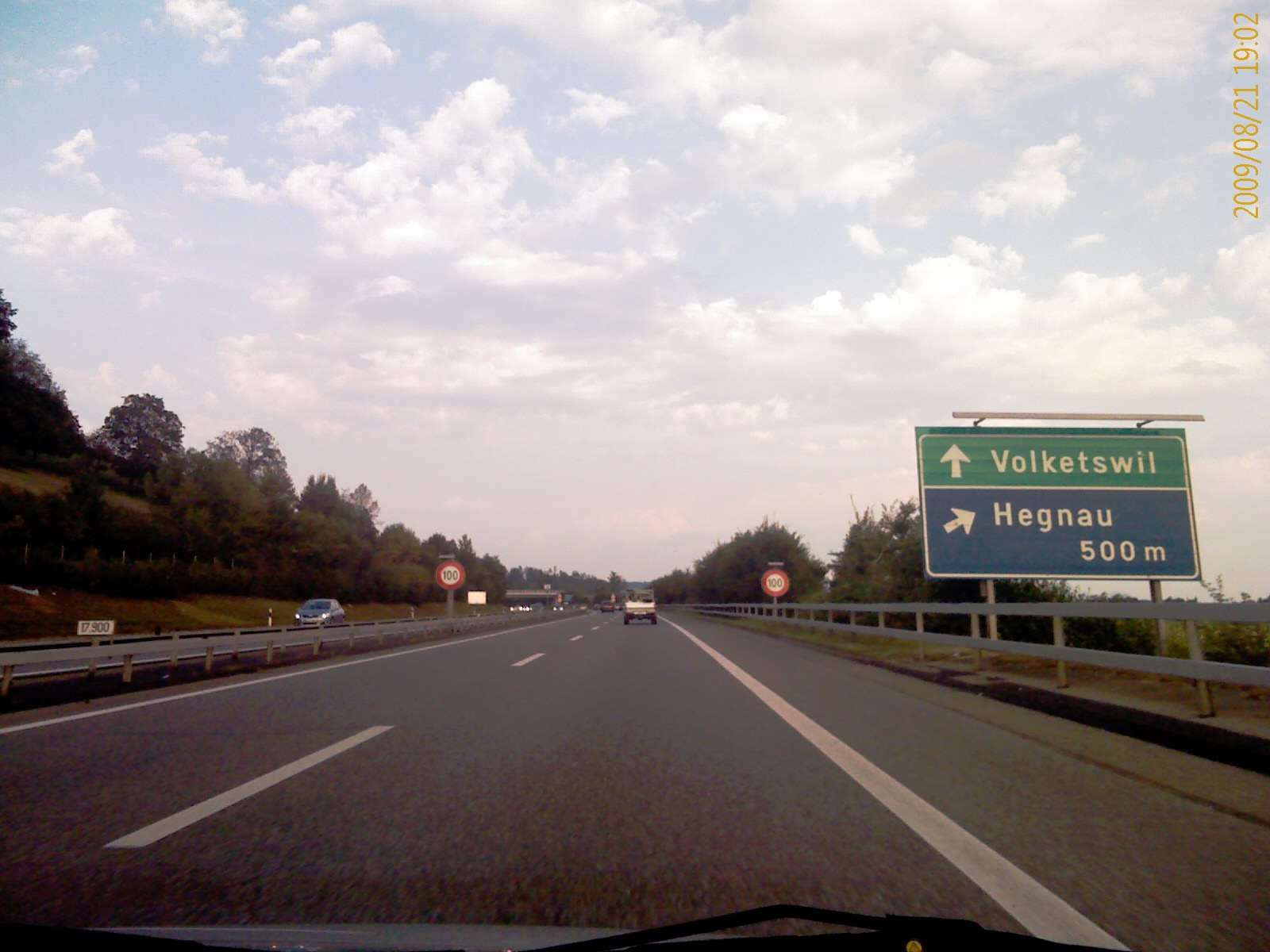
Ausfahrt Nr. 3 der A15 nach Hegnau (2009)
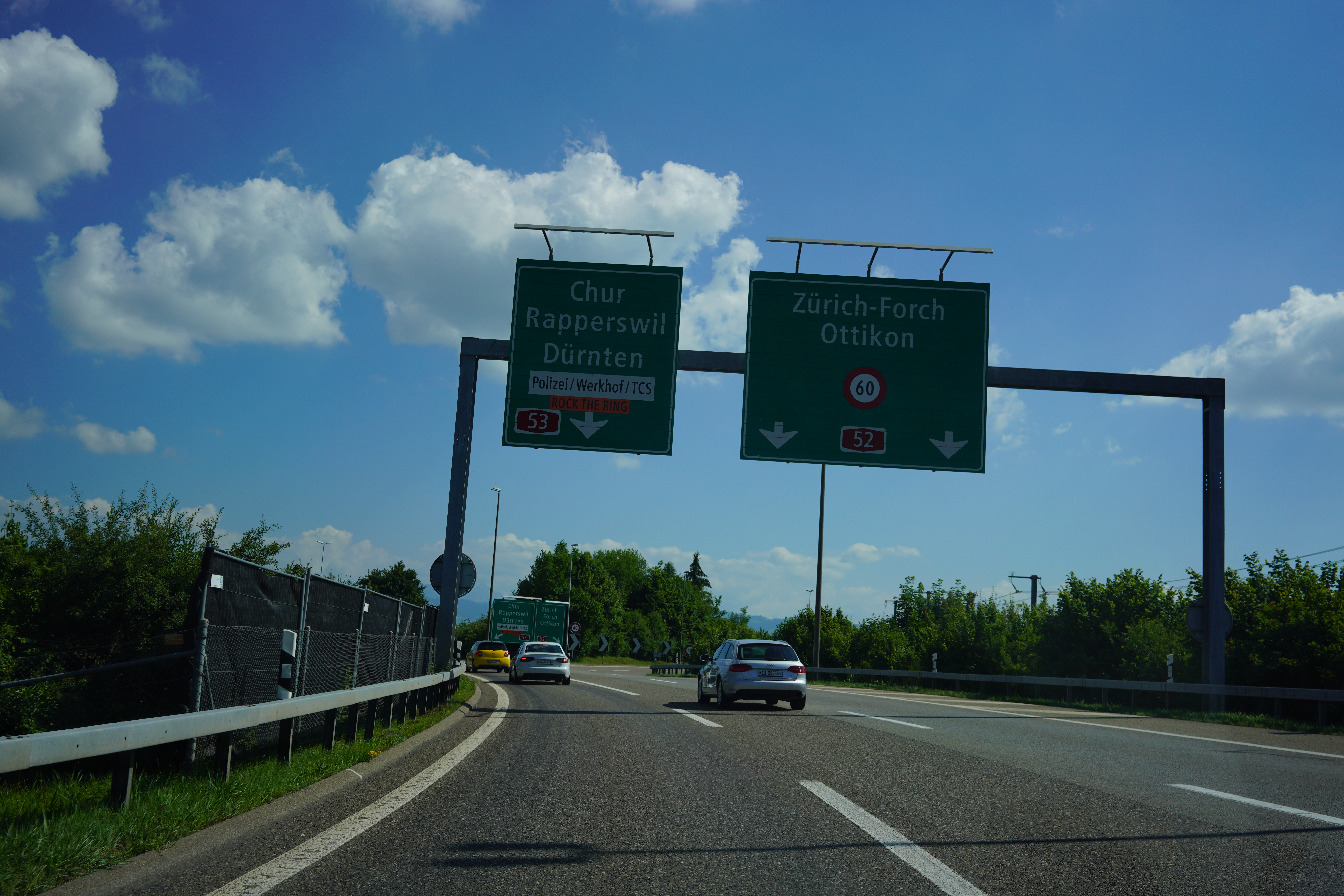
Verzweigung Hinwil, A15 (damals A53) und A52 (2018)
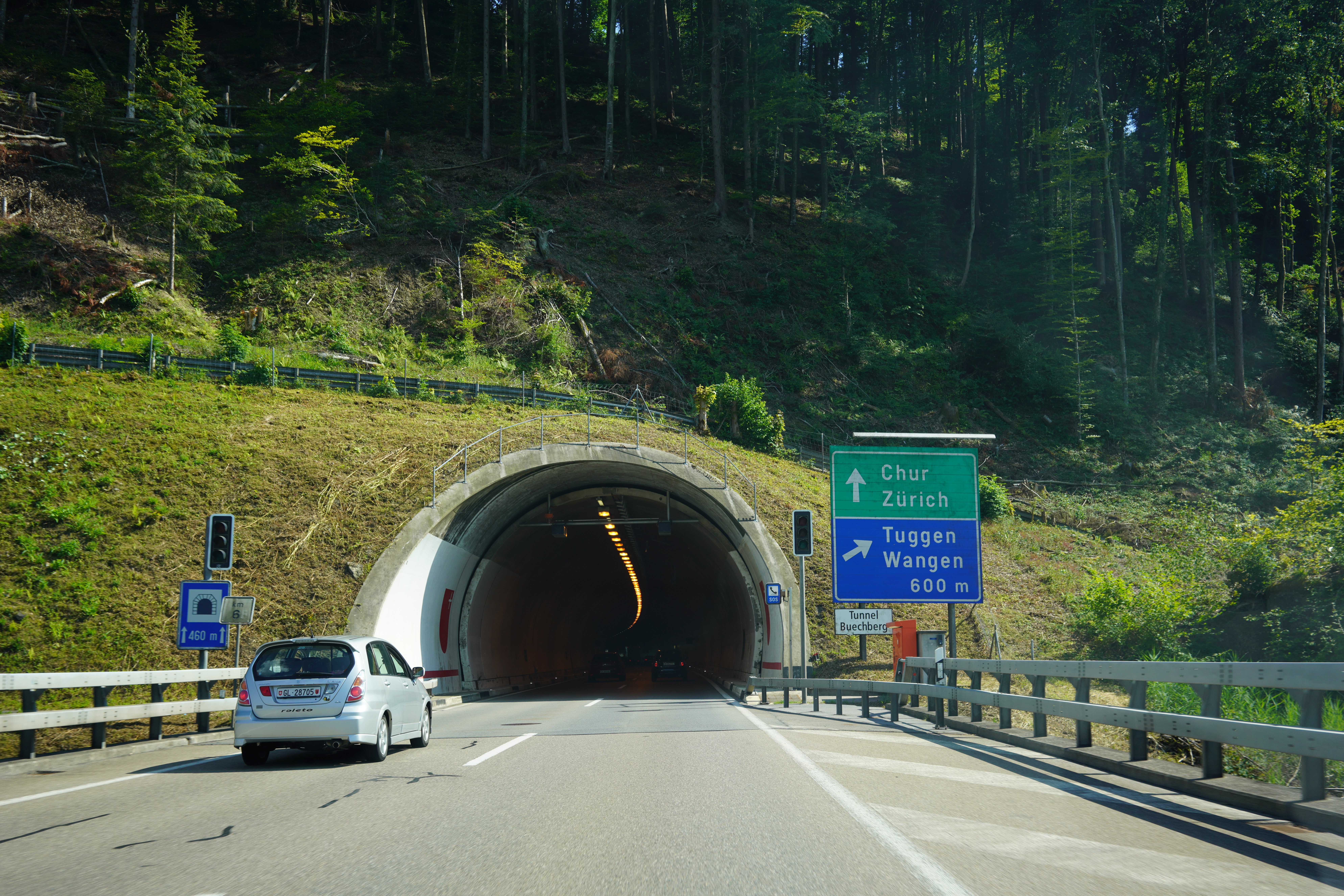
Tunnel Buechberg (2018)
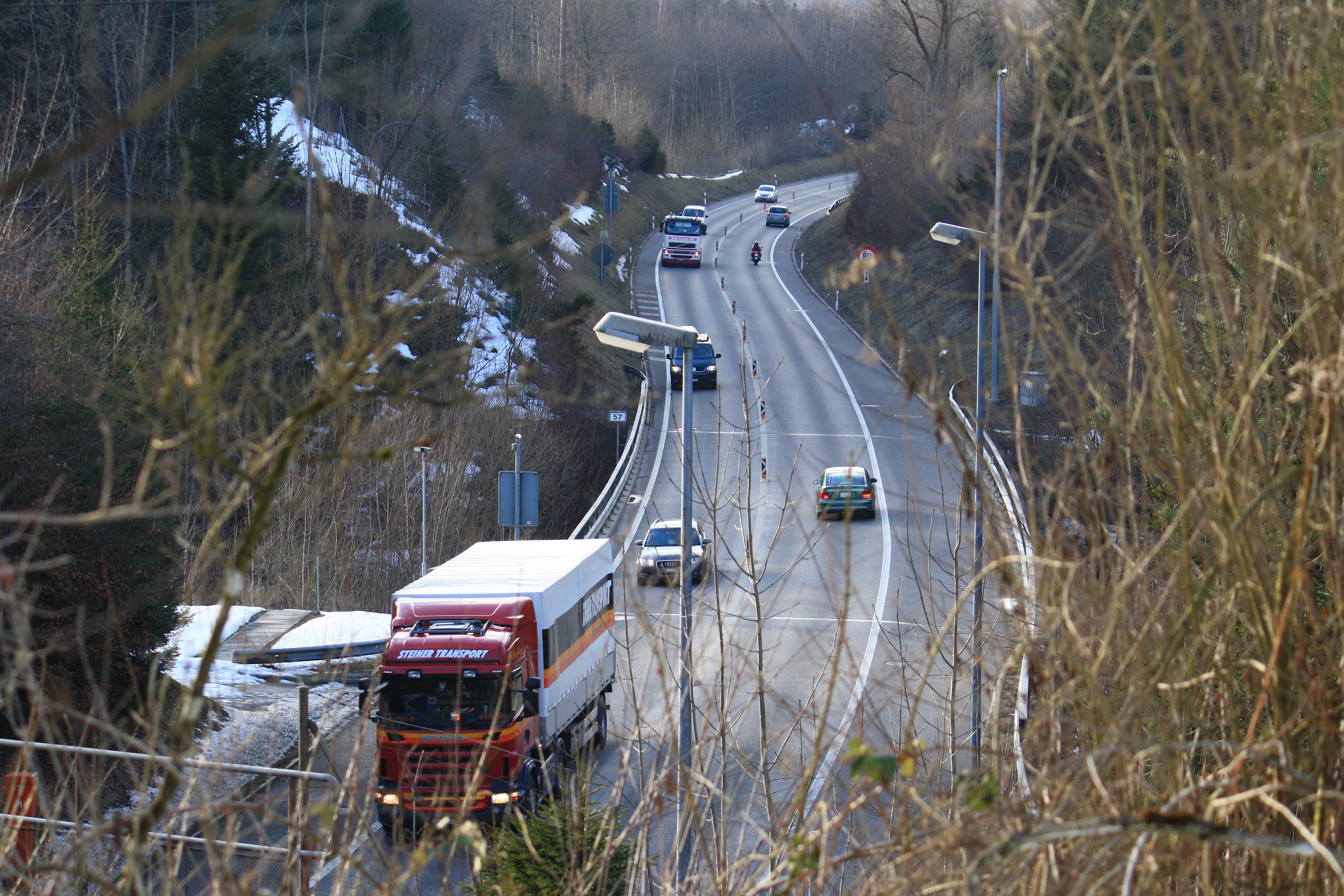
Die Autostrassenbrücke über die Jona beim Aspwald-Tunnel in Jona (SG) (2010)
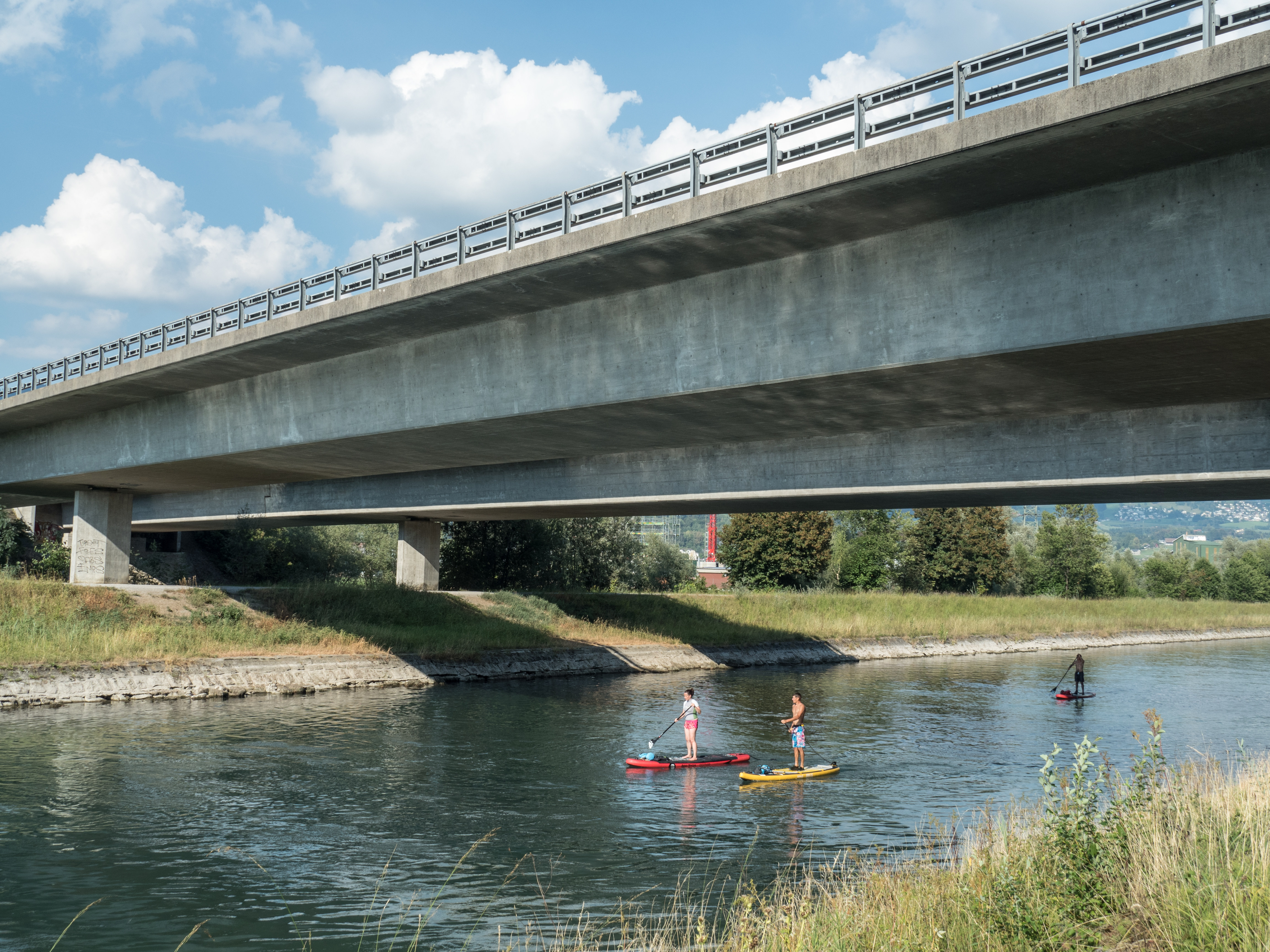
Brücken über den Linthkanal, Schmerikon SG - Tuggen SZ (2018)
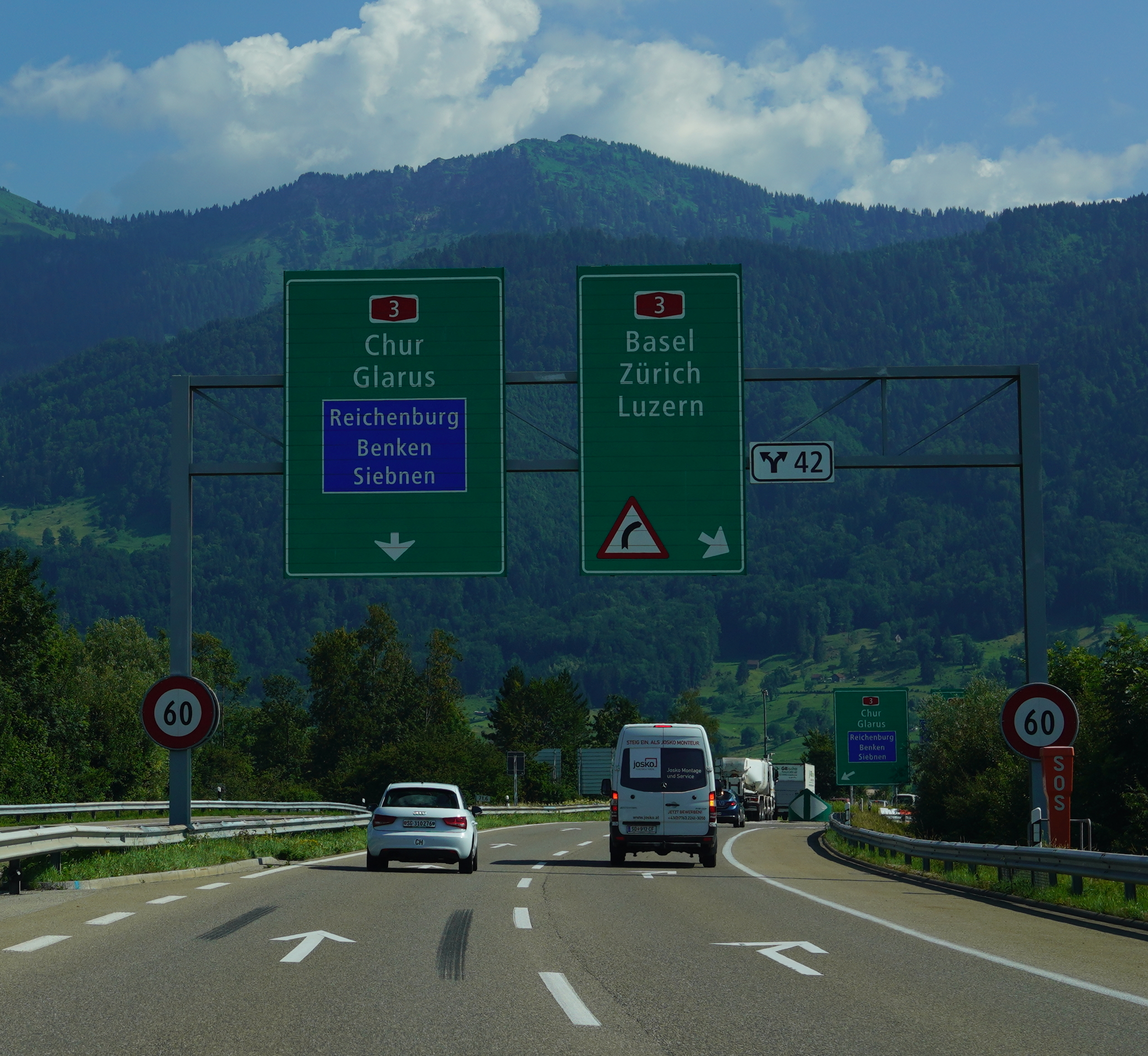
Verzweigung Reichenburg, A15 südlich (2018)